# Orainville
Orainville ist eine französische Gemeinde mit 496 Einwohnern (Stand: 1. Januar 2022) im Département Aisne in der Region Hauts-de-France. Sie gehört zum Arrondissement Laon und zum Kanton Villeneuve-sur-Aisne.

## Lage
Die Gemeinde Orainville liegt an der Suippe, 18 Kilometer nördlich von Reims. Im Osten und Süden grenzt die Gemeinde an das Département Marne. Nachbargemeinden von Orainville sind Bertricourt im Norden, Pignicourt im Nordosten, Auménancourt im Osten, Brimont im Südosten, Berméricourt im Süden, Cauroy-lès-Hermonville im Südwesten sowie Aguilcourt im Nordwesten.

## Bevölkerungsentwicklung
| Jahr                       | 1962 | 1968 | 1975 | 1982 | 1990 | 1999 | 2006 | 2013 | 2022 |
| -------------------------- | ---- | ---- | ---- | ---- | ---- | ---- | ---- | ---- | ---- |
| Einwohner                  | 209  | 208  | 220  | 271  | 277  | 339  | 444  | 516  | 496  |
| Quellen: Cassini und INSEE |      |      |      |      |      |      |      |      |      |

## Sehenswürdigkeiten

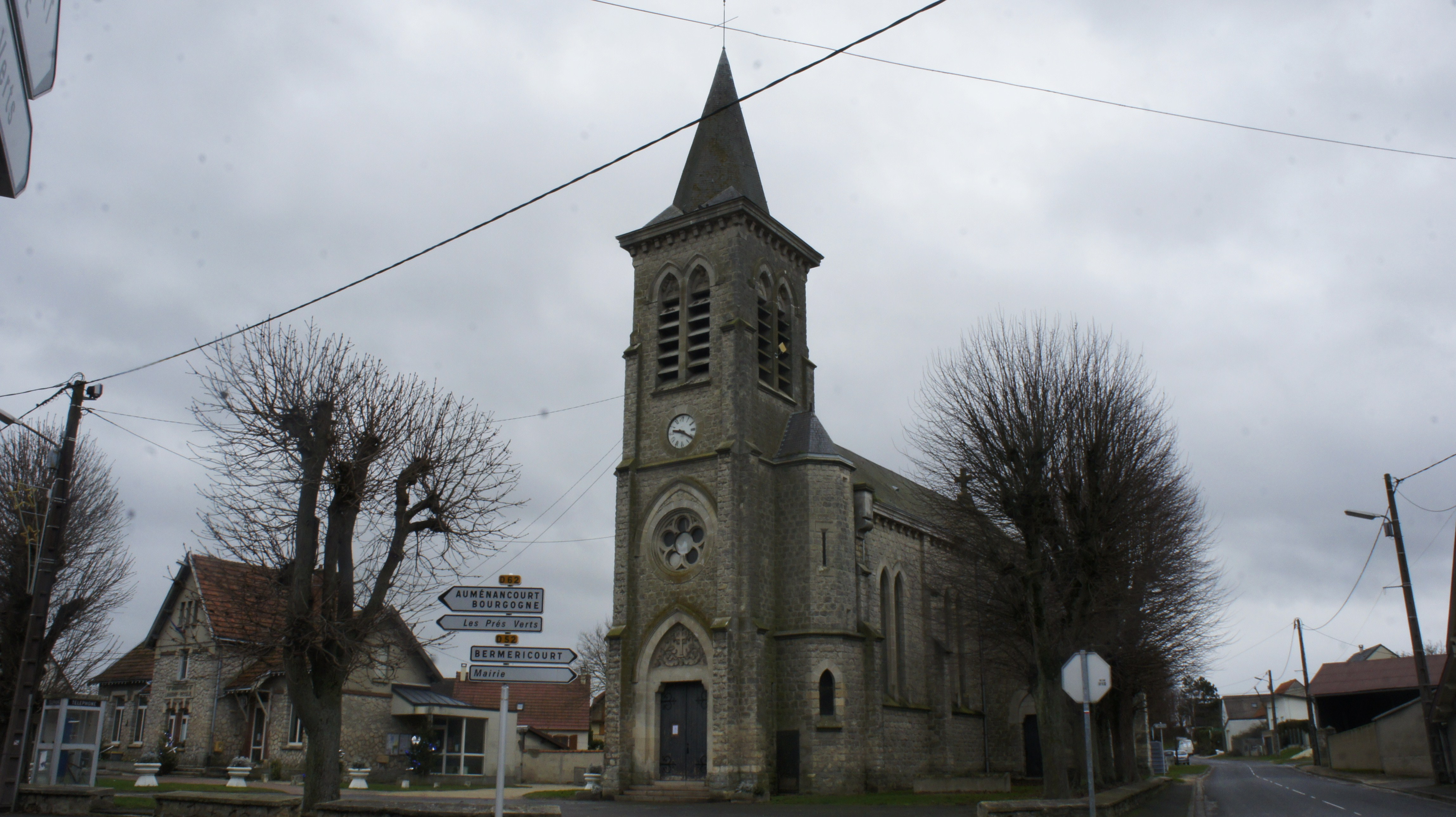
Kirche Saint-Victor
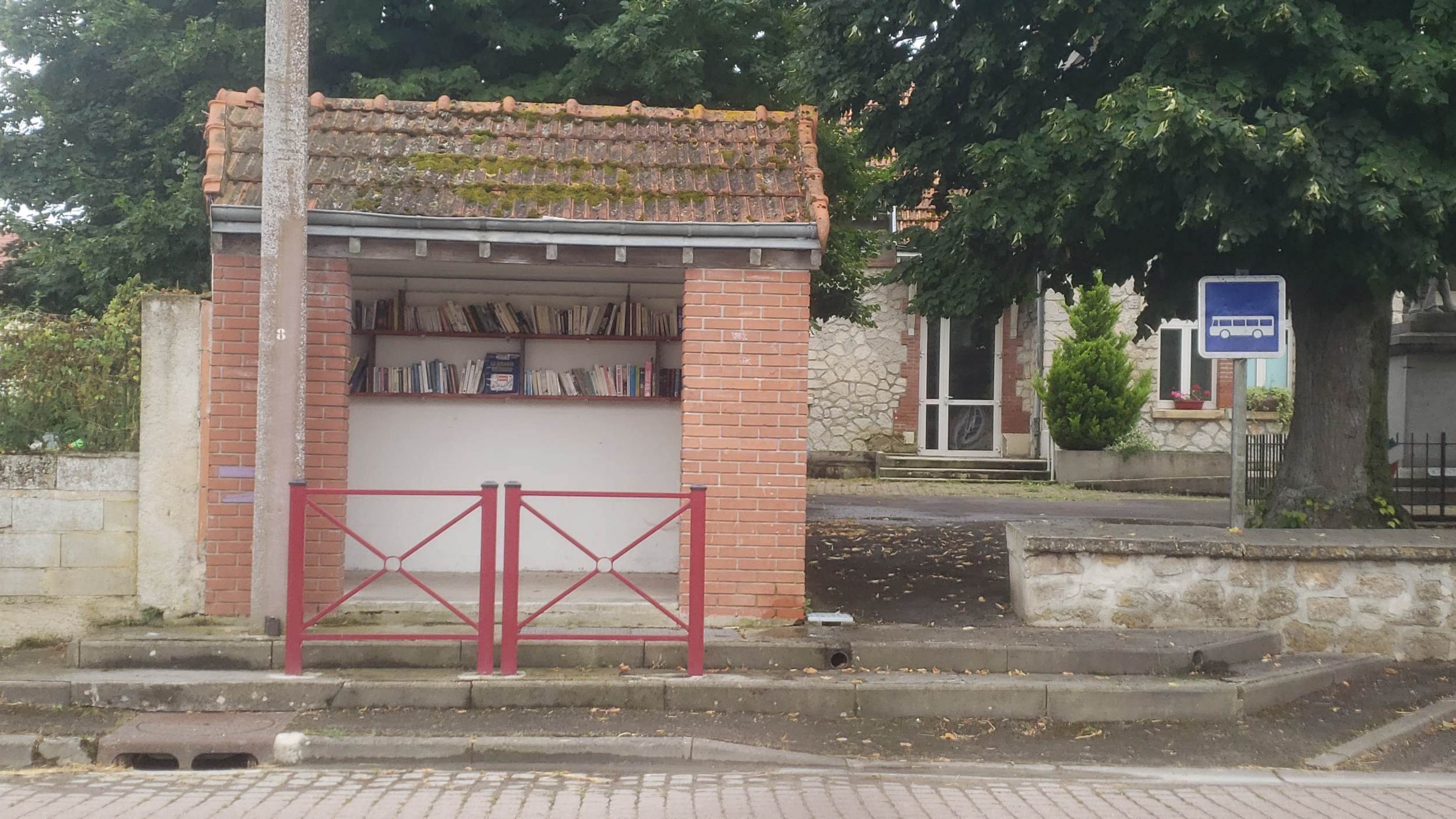
Öffentlicher Bücherschrank
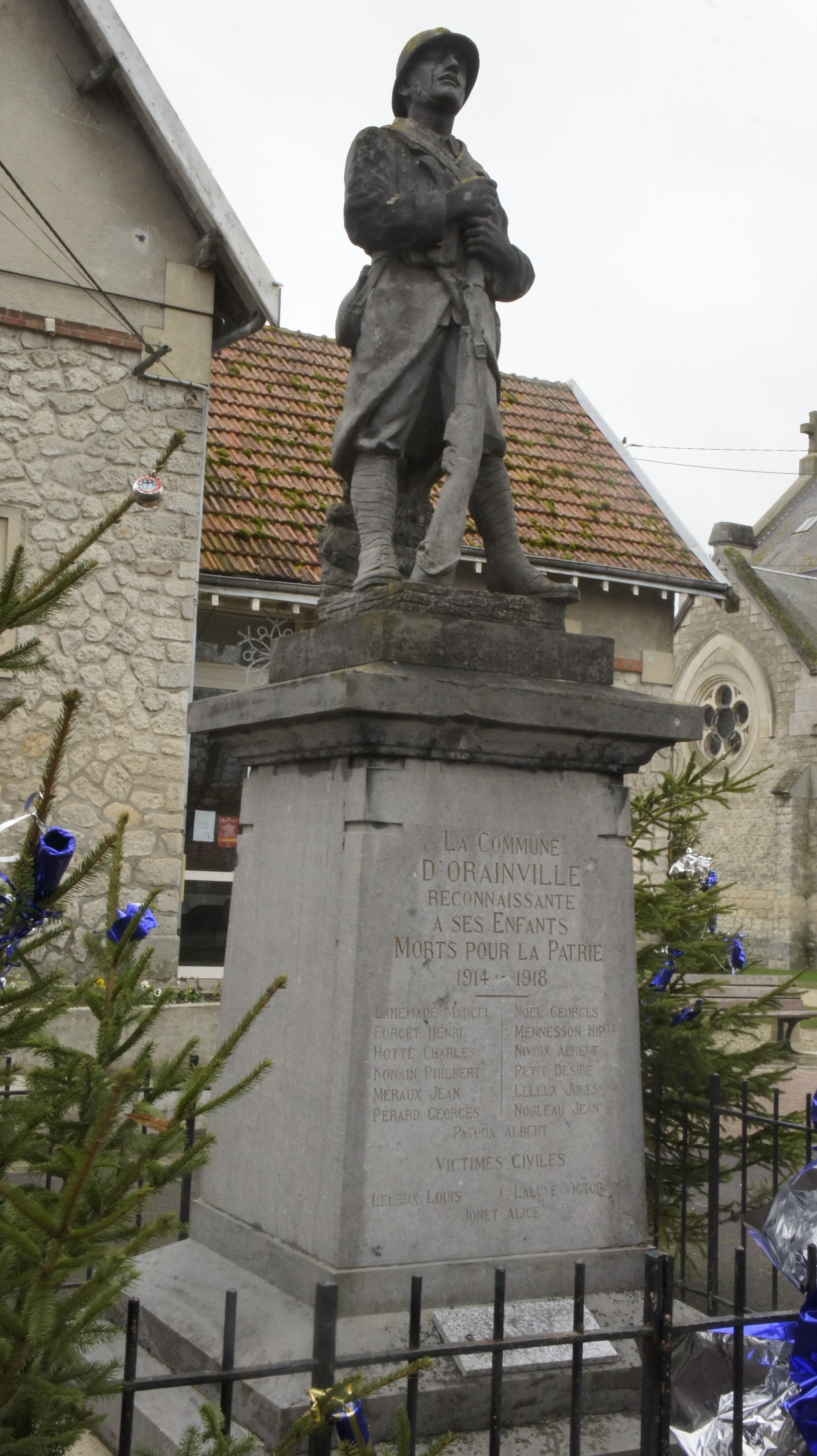
Gefallenendenkmal

- Kirche Saint-Victor
- Öffentlicher Bücherschrank
- Gefallenendenkmal